# Berglind Rós Ágústsdóttir
Berglind Rós Ágústsdóttir, född den 28 juli 1995, är en isländsk fotbollsspelare.

## Biografi
Berglind Rós Ágústsdóttir inledde sin seniorkarriär i Valur år 2011. Hon har även spelat för Fylkir innan hon 2021 värvades hon av KIF Örebro. 2023 kontrakterades hon av Sporting de Huelva innan hon samma år återvände till Valur. Hon har även representerat det isländska damlandslaget där hon debuterade 2021.